# Strelley
Strelley – wieś w Anglii, w hrabstwie Nottinghamshire, w dystrykcie Broxtowe. Leży 9 km na zachód od miasta Nottingham i 180 km na północny zachód od Londynu.